# Malcolm Forsyth
Malcolm Forsyth, (Pietermaritzburgo, 8 de diciembre de 1936 – Edmonton, 5 de julio de 2011) fue un trombonista y compositor surafricano. Su hermana fue la violonchelista principal de la National Arts Centre Orchestra Amanda Forsyth.

## Biografía

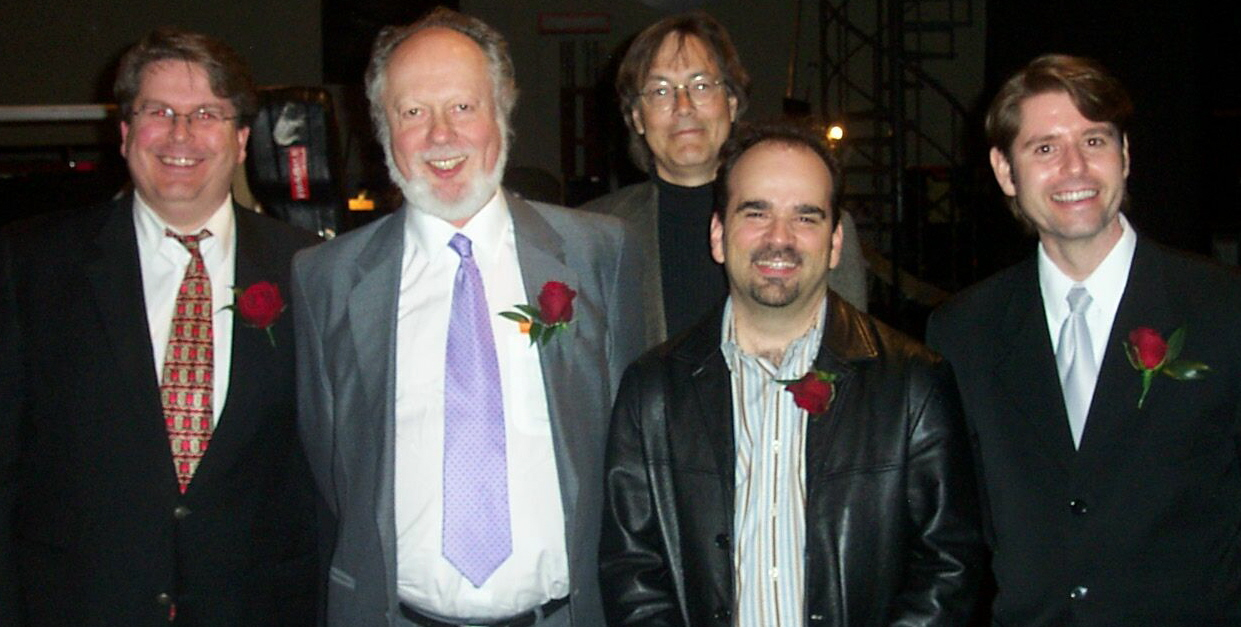
Compositores Allan Gilliland, Malcolm Forsyth, Alan Gordon Bell, John Estacio y Jeffrey McCune en la actuación de la Edmonton Symphony Orchestra en abril de 2005

Forsyth nació en Pietermaritzburgo y fue educado en la Maritzburg College de Sudáfrica. Estudió trombón, dirección y composición en la Universidad de Ciudad del Cabo por el que recibió la licenciatura de música en 1963.
Tocó el trombón en la Orquesta Sinfónica de Ciudad del Cabo mientras estudiaba su Máster de Música en 1966 y el posterior Doctorado en 1969. En 1968, emigró a Canadá y se unió a la Orquesta Sinfónica de Edmonton donde tocó el trombón bajo durante 11 años. Fue Profesor de Música en la Universidad de Alberta durante 34 años. Fue compositor residente en 1996 y permaneció allí hasta su retiro en 2002.
En 1970, escribió Sketches from Natal para la Canadian Broadcasting Corporation. Algunos de sus trabajos son Concerto for Piano and Orchestra (1979), Sagittarius (1975), Quinquefid (1976), African Ode (Symphony No. 3) (1981), y Atayoskewin (Suite para orquesta) (1984), con el que ganó el Premio a la Composición clásica del año de los Premios Juno de 1987.

## Honores
En 1989, fue nombrado Compositor canadiense del año. En 2003, fue aceptado como miembro de la Orden de Canadá.